# Batalha de Pinkie
A Batalha de Pinkie, também conhecida como Batalha de Pinkie Cleugh, ocorreu em 10 de setembro de 1547 nas margens do rio Esk perto de Musselburgh, Escócia. A última batalha campal entre a Escócia e a Inglaterra antes da União das Coroas, fez parte do conflito conhecido como Rough Wooing e é considerada a primeira batalha moderna nas Ilhas Britânicas. Foi uma derrota catastrófica para a Escócia, onde ficou conhecido como "Sábado Negro".  

## Batalha
Na manhã de sábado, 10 de setembro, Eduardo Seymour avançou seu exército, procurando posicionar sua artilharia em Inveresk. Em resposta Jaime Hamilton moveu seu exército através do Esk pela "ponte romana", e avançou rapidamente para encontrá-lo. Hamilton pode ter visto movimento nas linhas inglesas e presumido que os ingleses estavam tentando recuar para seus navios. Hamilton sabia que era superado em artilharia e, portanto, tentou forçar o combate corpo a corpo antes que a artilharia inglesa pudesse ser implantada. 
A ala esquerda de Hamilton foi atacada por navios ingleses no mar. Seu avanço significava que as armas em sua posição anterior não poderiam mais protegê-los. Eles foram jogados em desordem e empurrados para a própria divisão de Hamilton no centro.

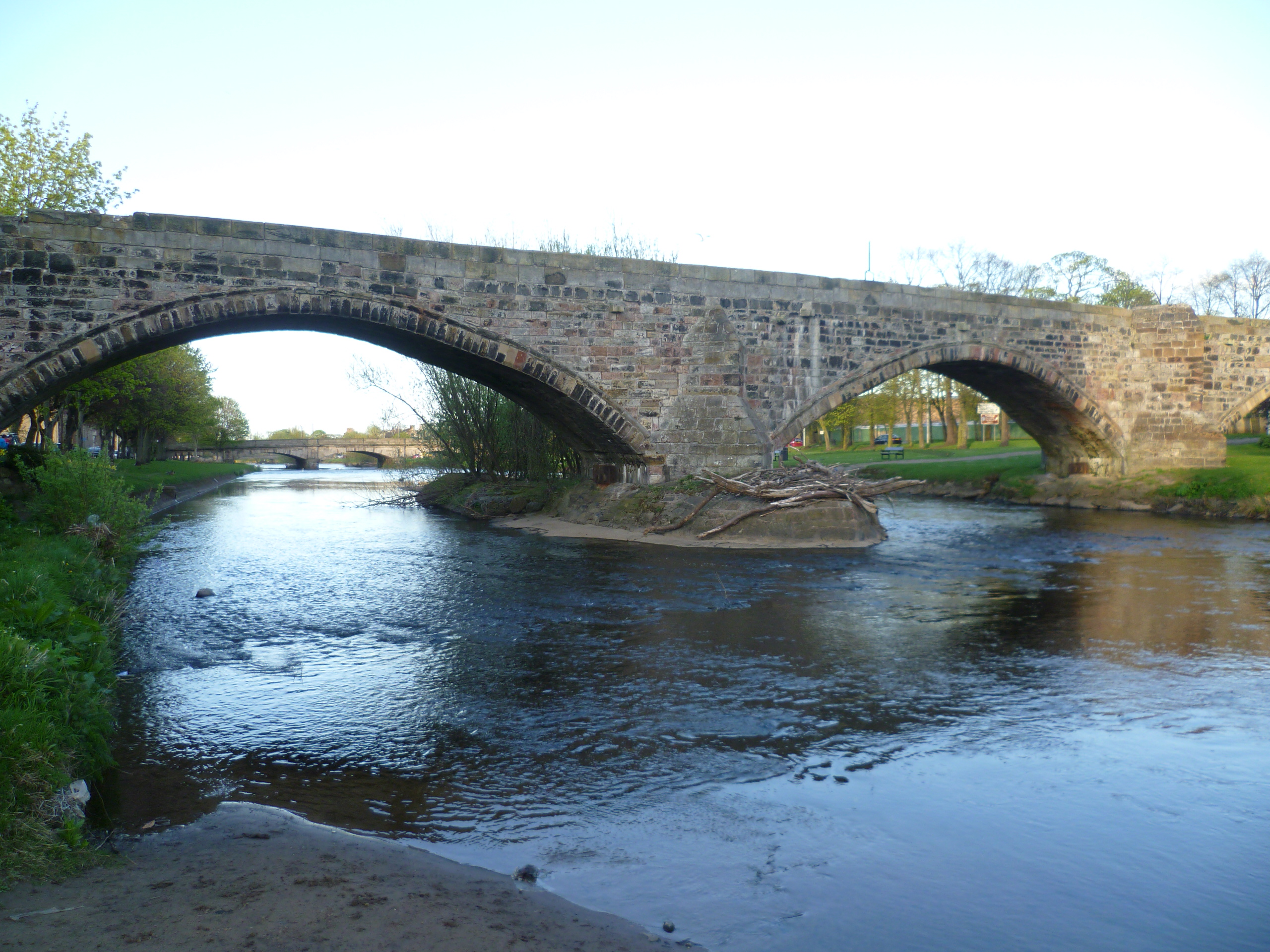
A 'Ponte Romana' do século XVI sobre o Esk

No outro flanco, Somerset jogou sua cavalaria para retardar o avanço dos escoceses. A cavalaria inglesa estava em desvantagem, pois havia deixado a armadura de seus cavalos no acampamento. Os piqueiros escoceses os expulsaram, causando pesadas baixas. O próprio Lord Grey foi ferido por uma lança enfiada em sua garganta e em sua boca. A certa altura, piqueiros escoceses cercaram Sir Andrew Flammack, o portador do Estandarte do Rei. Ele foi resgatado por Sir Ralph Coppinger e conseguiu segurar o estandarte, apesar de sua equipe quebrar. 
O exército escocês estava agora parado e sob fogo pesado em três lados, dos navios, artilharia terrestre, arcabuzeiros e arqueiros, aos quais não deram resposta. A cavalaria inglesa voltou à batalha seguindo uma vanguarda de 300 soldados experientes sob o comando de Sir John Luttrell. Muitos dos escoceses em retirada foram massacrados ou afogados enquanto tentavam nadar no rio Esk de fluxo rápido ou atravessar os pântanos.

## Consequências
Embora tivessem sofrido uma derrota retumbante, o governo escocês se recusou a chegar a um acordo. A pequena rainha Maria foi levada clandestinamente para fora do país para a França para ser prometida ao jovem Delfim da França, Francisco II da França. Somerset ocupou várias fortalezas escocesas e grandes partes das Terras Baixas e Fronteiras, mas, sem paz, essas guarnições se tornaram um dreno inútil para o Tesouro.